# Stay (Faraway, So Close!)
Stay (Faraway, So Close!) è un singolo del gruppo musicale irlandese U2, il terzo estratto dall'ottavo album in studio Zooropa e pubblicato il 22 novembre 1993.

## Il brano musicale
La canzone è ispirata alla musica di Frank Sinatra. Infatti in fase di lavorazione il titolo del brano era proprio Sinatra. Il lato B del singolo comprende I've Got You Under My Skin, un duetto fra Bono e Sinatra, inizialmente incluso nell'album Duets.
Il brano è stato incluso nella colonna sonora del film Così lontano così vicino di Wim Wenders, insieme ad un altro brano degli U2 The Wanderer. La canzone è stata ben accolta dalla critica e ha ricevuto una nomination ai Golden Globe per la Miglior canzone originale nel 1994.
In una intervista del 2005 alla rivista Rolling Stone, Bono ha citato Stay (Faraway, So Close!) come uno dei suoi brani preferiti fra il repertorio degli U2 e forse come il più sottovalutato.
La canzone ha fatto il suo debutto dal vivo durante lo ZooTV Tour, ma è stata eseguita solo a intermittenza durante i tour successivi, sempre in versione acustica.

## Video musicale
Il videoclip prodotto per Stay (Faraway, So Close!) è stato diretto da Wim Wenders e Mark Neale, e comprende alcune sequenze tratte dal film, oltre che alcune sequenze nuove girate appositamente a Berlino. In alcune scene si vede Bono cantare in cima alla Colonna della Vittoria.

## Tracce
1. Stay (Faraway, So Close!) (Album Version) – 4:58 (Bono)
2. I've Got You Under My Skin (Single Version) – 3:32 (Cole Porter)

## Formazione
- Bono - voce, chitarra
- The Edge - chitarra, cori
- Adam Clayton - basso
- Larry Mullen - batteria

## Classifiche
| Classifica (1993/94)          | Posizione massima |
| ----------------------------- | ----------------- |
| Australia                     | 5                 |
| Austria                       | 22                |
| Belgio (Fiandre)              | 13                |
| Canada                        | 14                |
| Europa                        | 10                |
| Finlandia                     | 5                 |
| Francia                       | 18                |
| Germania                      | 88                |
| Irlanda                       | 1                 |
| Italia                        | 3                 |
| Nuova Zelanda                 | 6                 |
| Paesi Bassi                   | 10                |
| Regno Unito                   | 4                 |
| Spagna                        | 15                |
| Stati Uniti                   | 61                |
| Stati Uniti (alternative)     | 15                |
| Stati Uniti (mainstream rock) | 12                |
| Svezia                        | 13                |
| Svizzera                      | 20                |